# 6323 Karoji
A 6323 Karoji (ideiglenes jelöléssel 1991 CY1) a Naprendszer kisbolygóövében található aszteroida. Endate, K. és Vatanabe Kazuró fedezte fel 1991. február 14-én.